# まいなぁぼぉい
まいなぁぼぉいは日本の男性漫画家。同人誌で用いた他のペンネームにめじゃあがぁる、よしえちゃん、早川えいず、少数的少年などがある。

## 経歴・人物
1980年、「鬼城麗」名義で執筆した「ドラゴンハンティング」で月刊マンガ少年第3回マンガ少年新人賞の佳作に入選。1981年より同人誌活動を始める。サークル名は「いい人屋どすこい堂」。1985年に同人誌原稿の再録単行本「ピンクうさぎの冒険」（松文館）を経て、「月刊ハーフリータ」にて商業誌デビュー。当初は美少女コミック誌を中心に執筆していたが、SM誌に連載した杉村春也原作の「景子先生シリーズ」（原作名：『英語教師・景子』）にて、多くの固定ファンを得る。その後も成年向け漫画を描き続ける。掲載誌の休刊などで連載が打ち切りになった場合他の漫画家がそのまま未完にしてしまう中、出版社移籍、単行本化に際して書きおろし、同人誌などで完結させる事が多い。
現在は作画にCGを用いており（初期はApple製のMacintosh）、自作品の電子書籍化も積極的に行なっている。

## 作風
景子先生シリーズにて人気を博したため、SM調教ものが多い。その英語教師・景子をコミカライズするさい小説同様ト書きによる心理描写を導入し、現在では彼の作風の一つになっている。
初期はロリコン漫画として紹介されることが多かったが、目が小さい、カケアミなどの劇画的手法が多いことなどから、次第に官能劇画と分類されることが増えた。1980年代のロリコンブームにおいては、胸の小さい女性を描いていたが、その後次第に巨乳化し、かなり豊満な女性像を描くようになった。

## 作品リスト

### 主なシリーズ
景子先生シリーズ
- 景子先生の課外授業（景子先生シリーズ1） 1988年6月、フランス書院 フランス書院コミック文庫 原作：杉村春也 ISBN 9784829670538
- 景子先生の個人授業（景子先生シリーズ2） 1989年7月、フランス書院 フランス書院コミック文庫 原作：杉村春也 ISBN 9784829671108
- 景子先生の私生活（景子先生シリーズ3） 1991年4月、フランス書院 フランス書院コミック文庫 原作：杉村春也 ISBN 9784829671900
- 景子先生の恥辱授業（景子先生シリーズ4） 1994年2月、フランス書院 Xコミックス 原作：杉村春也 ISBN 9784829677285
  - （文庫化） 1999年1月、フランス書院 フランス書院コミック文庫  ISBN 9784829673836
- 景子先生の身体検査（景子先生シリーズ5） 1995年6月、フランス書院 Xコミックス 原作：杉村春也 ISBN 9784829677483
  - （文庫化） 1999年3月、フランス書院 フランス書院コミック文庫  ISBN 9784829673850
- 景子先生の秘密特訓（景子先生シリーズ6） 1996年12月、フランス書院 Xコミックス 原作：杉村春也 ISBN 9784829677711
  - （文庫化） 1999年5月、フランス書院 フランス書院コミック文庫  ISBN 9784829673874

#### 奴隷女教師・景子シリーズ
景子先生シリーズのリメイク版。初期は旧シリーズに加筆したものだったが(とはいっても旧作の絵は下描き程度にしか使われておらずほぼ新規作画だった)３巻以降は完全に新規作画になる。
時代設定が原作及び旧作の80年代から90年代に改められ、原作に出ないオリジナルの責め役やエピソードなどが追加されている。
- 奴隷女教師・景子 1 2007年6月、マイウェイ出版 MWコミックス 原作：杉村春也 ISBN 9784861353383
- 奴隷女教師・景子 2 2008年5月、マイウェイ出版 MWコミックス 原作：杉村春也 ISBN
- 奴隷女教師・景子 3 2009年1月、マイウェイ出版 MWコミックス 原作：杉村春也 ISBN
- 奴隷女教師・景子 4 2009年9月、マイウェイ出版 MWコミックス 原作：杉村春也 ISBN
- 奴隷女教師・景子 5 2012年3月、マイウェイ出版 MWコミックス 原作：杉村春也 ISBN
- 奴隷女教師・景子 6 2013年1月、マイウェイ出版 MWコミックス 原作：杉村春也 ISBN
- 奴隷女教師・景子 7 2013年11月、マイウェイ出版 MWコミックス 原作：杉村春也 ISBN
- 奴隷女教師・景子 8 2015年11月、マイウェイ出版 MWコミックス 原作：杉村春也 ISBN
- 奴隷女教師・景子 9 2016年8月、マイウェイ出版 MWコミックス 原作：杉村春也 ISBN 9784865115673
- 奴隷女教師・景子 10 2017年8月、マイウェイ出版 MWコミックス 原作：杉村春也 ISBN 9784865117585
- 奴隷女教師・景子 1(新装版) (※品切れ状態だった奴隷女教師・景子の１巻と２巻の合本) 2017年6月、マイウェイ出版 MWコミックス 原作：杉村春也 ISBN 9784865117073
- 奴隷女教師・景子 2(新装版) (※品切れ状態だった奴隷女教師・景子の３巻と４巻の合本) 2017年11月、マイウェイ出版 MWコミックス 原作：杉村春也 ISBN 9784865118216

カリーナシリーズ
- カリーナの冒険  1989年12月、辰巳出版 タツミコミックス
- カリーナの冒険 2 1993年3月、辰巳出版 タツミコミックス  ISBN 9784886410894
  - 初期単行本、後の文庫化で再録のうえシリーズ継続
- カリーナの冒険・雷鳴編  1996年1月、フランス書院 フランス書院コミック文庫  ISBN 9784829673287
- カリーナの冒険・迷宮編  1996年3月、フランス書院 フランス書院コミック文庫  ISBN 9784829673331
- カリーナの冒険・魔導編  1998年1月、フランス書院 フランス書院コミック文庫  ISBN 9784829673720
- カリーナの冒険・野望編  1998年1月、フランス書院 フランス書院コミック文庫  ISBN 9784829673713
- 美姫拷問（カリーナシリーズ5） 2005年10月、マイウェイ出版 MWコミックス  ISBN 9784861351792
- 王母絶叫（カリーナシリーズ6） 2006年1月、マイウェイ出版 MWコミックス  ISBN 9784861352027
- 貴女陥落（カリーナシリーズ7） 2006年3月、マイウェイ出版 MWコミックス  ISBN 9784861352201
- 隷女崩壊（カリーナシリーズ8） 2006年5月、マイウェイ出版 MWコミックス  ISBN 9784861352348
- 巫女悶絶（カリーナシリーズ9） 2006年7月、マイウェイ出版 MWコミックス  ISBN 9784861352485
- 淫獄女王（カリーナシリーズ10） 2006年9月、マイウェイ出版 MWコミックス  ISBN 9784861352638

マテリアルシリーズ
- マテリアルNo.6 1998年2月、東京三世社 DOコミックス  ISBN 9784812601426
- スレイブ・サイト  1998年8月、東京三世社 DOコミックス  ISBN 9784812601839
- ボディクラッシュ 1998年12月、東京三世社 DOコミックス  ISBN 9784812604137
  - 同じ主人公による連作。 雑誌には「マテリアルNo.6」として連載されたが、事情により2巻以降タイトルが継続して使えなかった為、表紙の隅に小さく「『マテリアルNo.6』2巻」と書かれていた。

淫シリーズ
- 淫靡帝国 2000年4月、 東京三世社 DOコミックス  ISBN 9784812605332
- 淫共栄圏 2001年2月、 東京三世社 DOコミックス  ISBN 9784812606070
- 淫生存権 2002年2月、 東京三世社 DOコミックス  ISBN 9784812606919
  - 同じ主人公による連作。 雑誌には「淫靡帝国」として連載されたが、事情により2巻以降タイトルが継続して使えなかった為、表紙の隅に小さく「『淫靡帝国』2巻」と書かれていた。

美姉妹シリーズ
- 美姉妹奴隷生活  2000年10月、 フランス書院 Xcomics 原作：杉村春也 ISBN 9784829678220
- 美姉妹屈辱教室  2002年1月、 フランス書院 Xcomics 原作：杉村春也 ISBN 9784829678411

舞姫シリーズ
- 舞姫露出調教  2004年6月、英知出版 ECコミックス 原作：杉村春也 ISBN 9784754291174
- 舞姫恥辱のレッスン  2005年10月、英知出版 ECコミックス 原作：杉村春也 ISBN 9784754291310
- 舞姫恥獄の檻５　2011年2月1日、マイウェイ出版 原作：杉村春也 ISBN 9784861357558
- 舞姫恥獄の檻６　2011年9月15日、マイウェイ出版 原作：杉村春也 ISBN 9784861358074
  - 美姉妹シリーズ・舞姫シリーズはSM秘小説に連載されていた杉村春也原作「白鳥は濡れて舞う」、がフランス書院文庫の「美姉妹・奴隷生活」上下巻として単行本化、そのコミック化。

### その他の単行本
- ピンクうさぎの冒険 1985年12月、松文館 エースファイブコミックス
- ロリコン戦士プロテクター 1986年12月、松文館 別冊エースファイブコミックス
- 黒の薔薇奴 1987年10月、東京三世社 BELLE COMICS
- 絶対麗奴  1988年6月、東京三世社 BELLE COMICS
- Armor-zone 1 1989年2月、東京三世社 BELLE COMICS
- 天使のボディトーク  1989年6月、日本出版社 アップルコミックス  ISBN 9784890482337
- スポ根ハレホレ特訓合宿  1989年9月、松文館 別冊エースファイブコミックス
- Armor-zone 2 1989年10月、東京三世社 BELLE COMICS
- ゴールデン・ギャルズ 百万人の基礎体温 1989年12月、白夜書房 ホットミルクcomics  ISBN 9784893671653
- CHAIN BEASTESS 1 1990年3月、東京三世社 BELLE COMICS
- SWEET SISTER  1990年6月、東京三世社 BELLE COMICS
- いじわるしちゃうぞ！  1990年7月、フランス書院 フランス書院コミック文庫  ISBN 9784829671566
- Jun-JYO保健クラブ  1990年8月、日本出版社 アップルコミックス  ISBN 9784890482634
- あしたにアタック  1991年1月、東京三世社 BELLE COMICS
- 妖花忍法帖・天之巻  1993年3月、茜新社 アカネコミックス  ISBN 9784871820684
- 迷宮のアリス  1993年5月、日本出版社 アップルコミックス  ISBN 9784890482955
- ロリコン戦士プロテクター  1993年12月、松文館 別冊エースファイブコミックス  ISBN 9784790100195
- Chain Beastees ー鎖の麗獣ー 1 1994年5月、東京三世社 DOコミックス  ISBN 9784885708473
- Chain Beastees ー鎖の麗獣ー 2 1994年6月、東京三世社 DOコミックス  ISBN 9784885708534
  - CHAINE BEASTESSの再版
- セクハラ大魔王  1994年10月出版 コスミック出版 バナナコミックス  ISBN 9784885323539
- シスター・コンプレックス  1994年12月、ヒット出版社 セラフィンコミックス  ISBN 9784938544423
- バトルキャスターReiko  2001年9月、英知出版 ECコミック文庫  ISBN 9784754231057
- レオタードレクイエム  2002年5月、英知出版 ECコミックス  ISBN 9784754290689
- まにすれ  2002年9月、東京三世社 Lecomics  ISBN 9784812607282
- 聖蝕の特訓 レオタードレクイエム完結編  2003年3月、英知出版 ECコミックス  ISBN 9784754290900
- 牝教師・悠子  2006年12月、マイウェイ出版 MWコミックス 原作：結城彩雨 ISBN 9784861352959
- 人妻濡れた太腿・上巻 1 2007年3月、マイウェイ出版 MWコミックス  ISBN 9784861353123
- 人妻濡れた太腿・下巻 2 2007年8月、マイウェイ出版 MWコミックス  ISBN 9784861353604

### イラスト提供
- 影魔王ザナック  1993年11月、フランス書院  龍門 主樹  ISBN 9784829620014
- 星霊船の魔女たち-帝国の秘密-  2002年4月、フランス書院  市川 光紀 ISBN 4829637382
- 被虐の女王アリシア　2021年12月、プラム宝玉堂　DMM同人

### 電子書籍
- まいなぁぼぉい短編集 赤ブルマ
- まいなぁぼぉい短編集 青ブルマ
- まいなぁぼぉい短編集 冬休み
- まいなぁぼぉい短編集 夏休み
- 英語版 CHAIN BEASTESS
- SWEET SISTER
- 黒の薔薇奴
- 絶対麗奴
- Armor-Zone
- セクハラ大魔王
- マテリアルレディ（マテリアルNo.6から改題）
- 悦乱室の天使たち（Jun-JYO保健クラブから改題）
- プロテクター（ロリコン戦士プロテクターから改題）
  - 以上コスパラ社
- 美人ママ捜査官
  - 以上DMMコミックス